# Cirrhocephalina
Cirrhocephalina és un gènere d'arnes de la família Crambidae.

## Taxonomia
- Cirrhocephalina brunneivena (Hampson, 1913)
- Cirrhocephalina eucharisalis (Walker, 1859)
- Cirrhocephalina evanidalis (Schaus, 1912)
- Cirrhocephalina flaviceps (Hampson, 1918)
- Cirrhocephalina venosa (Lederer, 1863)